# Temná komora

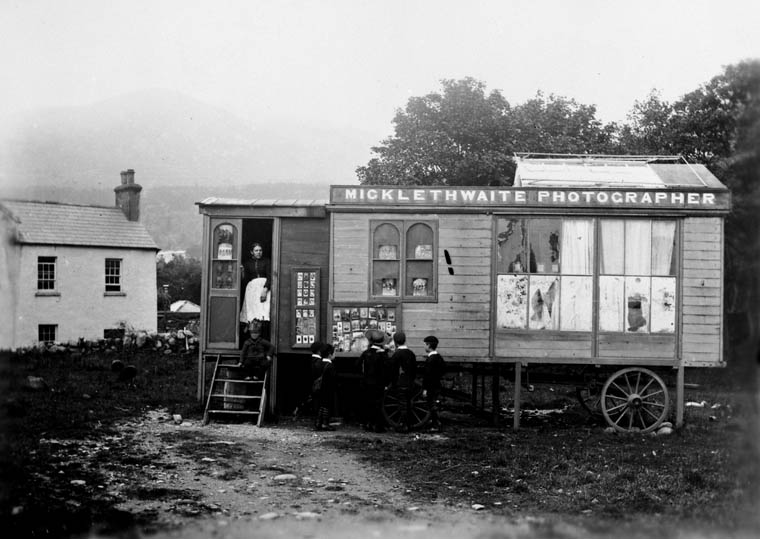
Pojízdná temná komora v 19. století v Irsku

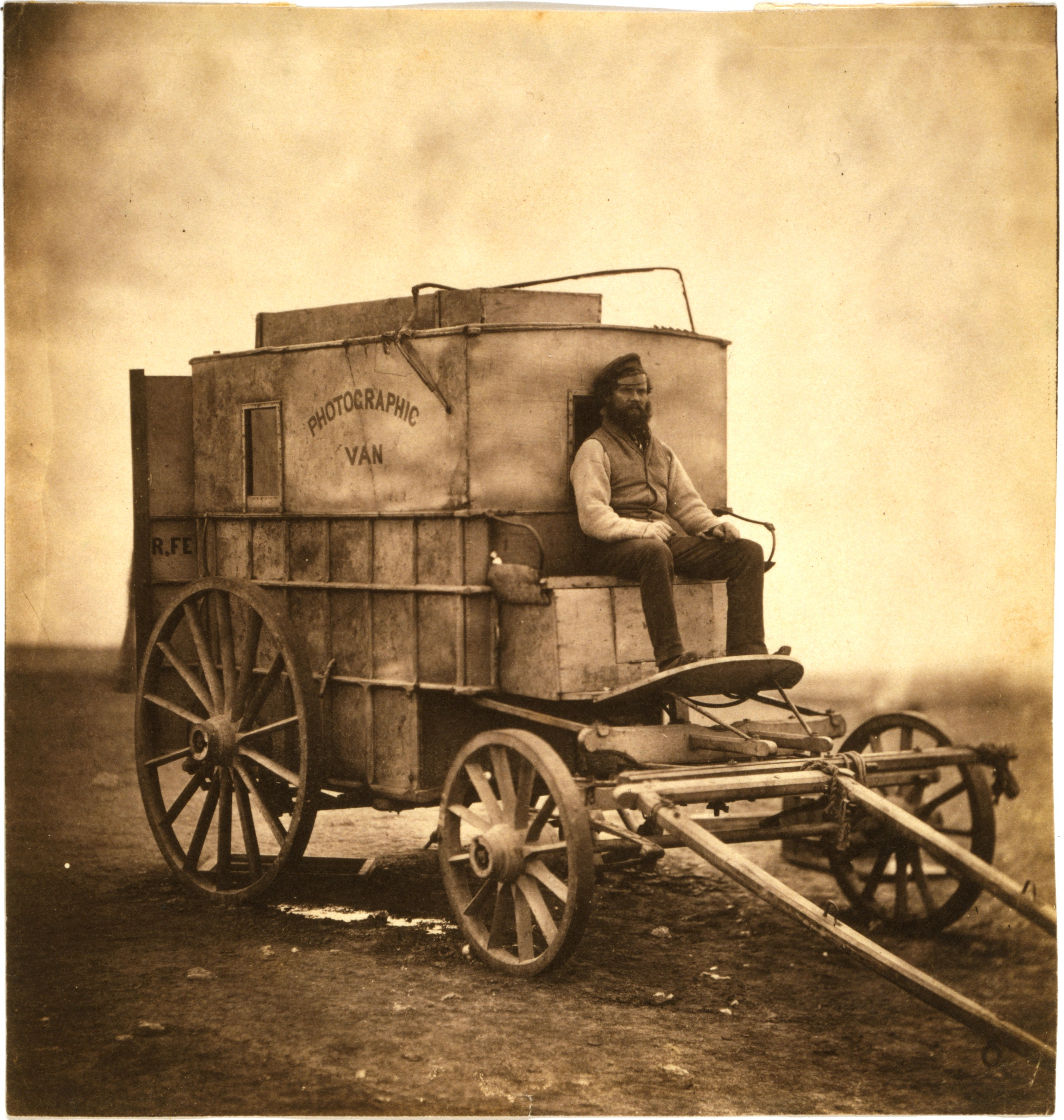
Fentonův asistent a jeho fotografický pojízdný vůz Photographic Van tažený koňmi vybavený temnou komorou, 5 kamerami pro kolodiový proces, 700 skleněnými deskami, chemikáliemi, zásobami a nářadím

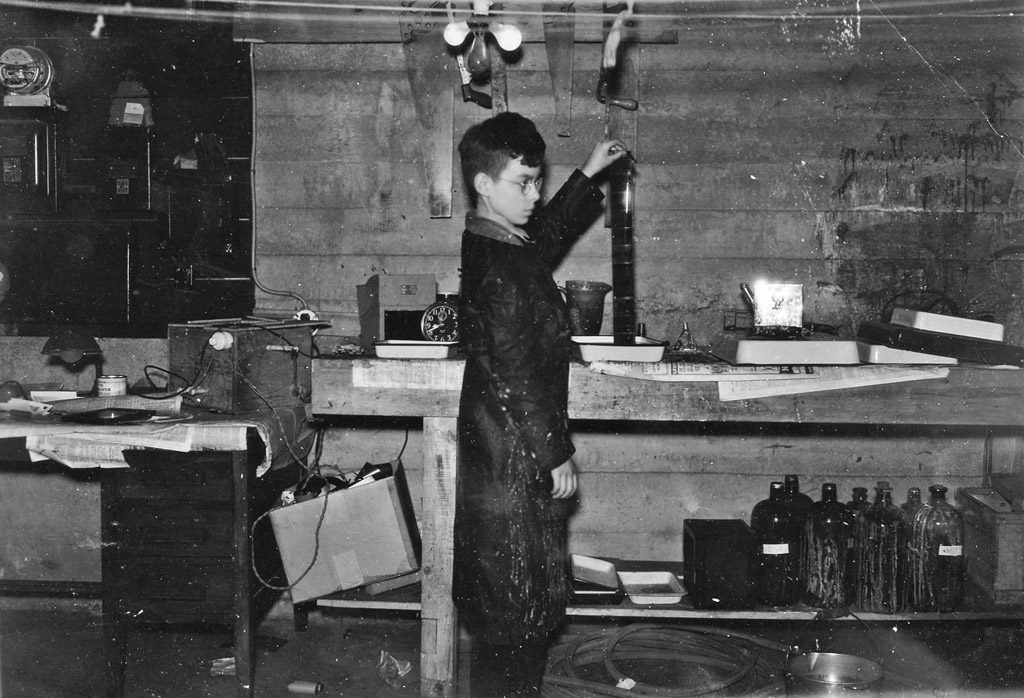
Vyvolávání filmu v bezpečném osvětlení, 1937

Temná komora, tmavá komora nebo černá komora, fotografická komora, případně fotokomora, je prostor v budově nebo vozidle, do něhož nemá přístup světlo z vnějšku. V něm se pracuje s fotocitlivými materiály. Temné komory byly velmi rozšířené v 19. století a 20. století, tedy před masovým rozvojem zpracování fotografií ve specializovaných laboratořích. Na počátku 21. století byla potřeba temných komor částečně vytlačena nástupem digitálních technologií. Temná komora nebyla třeba ani pro speciální technologie okamžité fotografie (instantní film Polaroid). Nicméně mnoho fotografů upřednostňuje práci v temné komoře před zdánlivě jednoduchými digitálními postupy.

## Osvětlení
Do temné komory nemá mít přístup žádné světlo z vnějšku. Jeho působení by mohlo znehodnotit používané světlocitlivé materiály. Pokud se pracuje s panchromatickými materiály, je třeba v komoře zachovávat absolutní tmu. Při zpracování pozitivních materiálů (fotografické papíry), je možno komoru osvětlit slabým červeným světlem, na nějž jsou tyto materiály velmi málo citlivé. Pro některé materiály je též možné použít slabé žlutozelené osvětlení.

## Historie
Červené (bezpečné) osvětlení fotografické temné komory vynalezl Antoine Claudet, student Daguerra.
Jednu z prvních pojízdných temných komor taženou koňmi vlastnil již roku 1855 britský fotožurnalista Roger Fenton (1819–1869). Byl vybaven 5 kamerami pro kolodiový proces, 700 skleněnými deskami, chemikáliemi, zásobami a nářadím.
Temnou komorou ve speciálně zařízeném železničním vagónu byl vybaven ruský inovátor barevné fotografie Sergej Prokudin-Gorskij (1863–1944), který mu poskytl car Mikuláš II.

## Zařízení temné komory
- zvětšovací přístroj
- vývojnice
- maskovací rám
- expoziční hodiny
- pračka na fotografie
- červené osvětlení
- leštička fotografií
- pinzeta, miska, láhev (na chemikálie)

## Chemické látky a směsi používané v temné komoře
- voda
- vývojka
- přerušovač
- ustalovač
- změkčovač
- smáčedlo